# أنا آسف (مسلسل)
أنا آسف مسلسل درامي كوميدي سعودي إنتاج عام 2011.

## القصة
تدور أحداثه حول الشاب محسن (أسعد الزهراني) الذي يسعى إلى معالجة وإصلاح الأخطاء التي ارتكبها في الماضي وأضرت بكثير من المقربين له في السابق من الأصدقاء والجيران عن طريق إعداد قائمة بالأخطاء التي يجب عليه إصلاحها.

## طاقم العمل
يشارك في العمل الذي تنتجه شركة سيناريو للإنتاج الإبداعي عبد الله الزهراني الذي يقدم شخصية جمعان الشاب المتواضع الذي يحب مشاهدة الرسوم المتحركة ولديه اهتمام بالألعاب والموسيقى وهواياته كثيرة.
كما يشارك أيضا في المسلسل شيماء سبت، محمد المنصور وماجد مطرب وإبراهيم الحساوي، وإخراج سمير عارف مخرج «37 درجة».